# Otello Subinaghi
Otello Subinaghi (Lodi, 2 aprile 1910 – Lodi, 3 ottobre 1983) è stato un calciatore italiano, di ruolo attaccante.
Fu soprannominato Giott dai tifosi lodigiani, dato che ogni sua giocata veniva paragonata a una pennellata del più famoso pittore. Era fratello minore di Vico Subinaghi, anche lui calciatore, difensore del Fanfulla negli anni venti.

## Caratteristiche tecniche
Ambidestro, era dotato di un buon scatto e di un discreto dribbling: a dispetto dell'altezza, era abile anche nelle palle alte, cosa che gli permise di siglare diverse reti di testa.

## Carriera

### Club

#### I primi anni e l'esordio in Serie A
Nativo di Lodi, esordì con la maglia del Fanfulla in Seconda Divisione, all'età di 15 anni, 7 mesi e 27 giorni e, dopo il gol segnato la settimana successiva contro il Derthona, detiene il duplice record di più giovane giocatore e più giovane realizzatore con la maglia del Guerriero. Nel 1929 fu ingaggiato dalla Cremonese, con la quale disputò il primo campionato a girone unico di massima serie, esordendo in Serie A il 6 ottobre 1929 in Pro Patria-Cremonese 4-2. La prima rete arrivò invece nella giornata successiva, nella gara Cremonese-Triestina 2-1 del 27 ottobre: al termine della stagione, l'attaccante mise a referto sette reti in 23 presenze, fra cui una nel prestigioso successo esterno sul Torino del 5 maggio 1930, risultando il miglior marcatore dei grigiorossi a pari merito con Olindo Serdoz, senza tuttavia riuscire a evitare l'ultimo posto finale con conseguente retrocessione.

#### Le stagioni al Modena e al Cagliari
Nella stagione successiva fu ceduto al Modena, dove giocò 12 incontri mettendo a segno sei gol: l'anno dopo siglò invece una sola rete in 7 gare, mentre la squadra retrocedette in Serie B. Nella serie cadetta il lodigiano trovò molto più spazio: disputò infatti 26 gare in cui mise a segno 22 reti, portando la squadra al terzo posto. Nel 1933-1934, con il campionato diviso in due gironi, gli emiliani guadagnarono l'accesso al girone finale che fu però vinto dalla Sampierdarenese: Subinaghi segnò due reti in 10 partite complessive.
L'annata successiva fu acquistato dal Cagliari, sempre in Serie B, dove formò la coppia titolare in attacco insieme con Domenico D'Alberto: i due misero a segno 27 reti in totale. Da sottolineare le doppiette di Subinaghi contro il Novara il 21 ottobre 1934 e contro la Pro Patria il 2 dicembre, il gol-vittoria nella gara (poi annullata) contro il Pavia e la tripletta contro il Messina del 26 maggio 1935. Al termine della stagione, i due attaccanti furono venduti alla Roma.

#### Le annate alla Roma e il termine della carriera

Formazione della Roma nel 1935. Subinaghi è il terzo in piedi, partendo da sinistra.

D'Alberto e Subinaghi furono ingaggiati dichiaratamente come riserve dei titolari oriundi Enrique Guaita e Alejandro Scopelli, ma la "fuga" dei due (insieme con l'altro compagno di squadra Andrés Stagnaro, anch'egli oriundo) per evitare la chiamata alle armi per la Guerra d'Etiopia li fece diventare titolari. Entrambi furono provati come attaccanti centrali, anche se fuori ruolo, fino all'innesto in squadra di Dante Di Benedetti: Subinaghi in particolare fu schierato per 22 volte, nelle quali mise a segno sei reti.
Nelle stagioni successive le sue presenze calarono progressivamente, giocando quando la situazione lo richiese: nella sua permanenza nella capitale giocò 17 gare (con 6 reti) nel 1936-1937, 19 partite e quattro segnature nel 1937-1938, 10 incontri con quattro gol l'anno dopo e 6 partite e una marcatura nel 1939-1940, ultimo anno in giallorosso.
Alla soglia dei 30 anni tornò per un anno al Fanfulla, in Serie B, dove tornò ai fasti di un tempo segnando 21 gol in 27 gare. Giocò due stagioni nella Gallaratese, in Serie C, prima di ritirarsi dal calcio giocato nel 1943.
In carriera ha totalizzato complessivamente 116 presenze e 35 reti in Serie A e 89 presenze e 61 reti in Serie B.